# إدموند دي. إيدلمان
إدموند دي. إيدلمان هو سياسي أمريكي، ولد في 27 سبتمبر 1930 في لوس أنجلوس في الولايات المتحدة، وتوفي بنفس المكان في 12 سبتمبر 2016.